# Полеон, Доминик
Доминик Альфред Полеон (англ. Dominic Alfred Poleon; 7 сентября, 1993, Ньюэм, Лондон) — английский футболист сент-люсийского происхождения, нападающий клуба «Эббсфлит Юнайтед» и сборной Сент-Люсии.

## Клубная карьера

### Ранние годы
Посещал академию Брэмптон-Мэнор в Ист-Хэме. Футболом обучение начал в академии «Челси», откуда после перешёл в академию «Саутенд Юнайтед». С первой командой в 2009 году отправился в предсезонный тур по Франции.

### Лидс Юнайтед
В 2010 году перешёл в академию «Лидс Юнайтед». В свой первый год получал хорошие отзывы в юношеской и резервной командах. В конце следующего сезона, в котором он стал лучшим бомбардиром юношеской команды с 12 голами, заключил первый профессиональный контракт с клубом до 2013 года. После того, как 21 июля 2012 года в матче резервной команды против «Олфретон Таун» забил гол, вместе с другими молодыми игроками, включая Сэма Байрама, отправился вместе с первой командой на предсезонный тур по Корнуоллу и Девону. Вновь забил в матче против «Тавистока», а в играх с «Бодмин Таун» и «Торки Юнайтед».
Его выступления в предсезонных матчах привели к тому, что молодой нападающий вместе со своим коллегой-перспективным игроком Сэмом Байрамом присоединился к первой команде в начале первого полноценного сезона главного тренера Нила Уорнока, получив футболку с 26-м номером. Дебютировал 11 августа в домашнем матче Кубка английской футбольной лиги против «Шрусбери Таун», заменив на 76-й минуте Пола Грина. В Чемпионшипе дебютировал 25 августа в гостевой встрече с «Петерборо Юнайтед», заменив на 78-й минуте Росса Маккормака.
Впервые в старте вышел 22 сентября в домашней игре с «Ноттингем Форест», забив на 25-й минуте первый гол за клуб. Перед матчем с «лесниками» Уорнок подверг игрока публичной критике, заявив, что его его карьера может «заглохнуть», если он не изменит своё отношение к игре, сравнив Полеона со своим бывшим протеже по «Кристал Пэлас» Виктором Мозесом. Кроме того, тренер сказал, что игровое время нападающего уменьшится ввиду предстоящей аренды Райана Холла, поэтому Полеон будет получать практику в командах низших лиг.
15 октября 2012 года, вместе со своим одноклубником Заком Томпсоном, присоединился к клубу Лиги 1 «Бери» на правах месячной аренды. Игрокам предстояло работать с Кевином Блэкуэллом, который до этого семнадцать лет, с 1986 по 2003 годы, работал с Уорноком в качестве игрока и тренера. Получив 33-й номер, дебютировал уже на следующий день после трансфера в домашнем матче с «Карлайл Юнайтед», выйдя в стартовом составе и отдав голевую передачу на Томпсона. После матча тренер похвалил игроков, заявив, что он гордится ими. Первый гол забил 20 октября в гостевой игре с «Йовил Таун». После отметился голом в ворота «Уолсолла» и голевым пасом в матче с «Портсмутом». 19 ноября аренда была продлена до 3 января 2013, но на следующий день клуб отозвал игрока из-за травмы. В семи матчах в чемпионате с Полеоном «Шейкеры» набрали 11 очков, в десяти матчах до этого набрав лишь четыре. 18 января 2013 года подписал новый двухлетний контракт с «Лидсом».
12 февраля 2013 года перешёл в клуб «Шеффилд Юнайтед» на правах аренды до конца сезона. Главный тренер команды Дэнни Уилсон описал игрока как «грубого и непредсказуемого, но очень быстрого». Дебютировал 16 февраля в домашнем матче против «Колчестер Юнайтед», заменив на 58-й минуте Барри Робсона. Единственным голевым действием за клуб отметился 2 марта в гостевой игре с «Олдем Атлетик», выйдя в стартовом составе и отдав голевой пас на Майкла Дойла. 3 апреля, проведя 7 матчей за клуб, был отозван временным тренером Нилом Редферном.

### Олдем Атлетик
Не получив в «Лидсе» достаточного игрового времени, 1 сентября 2014 года Полеон перешёл в клуб Лиги 1 «Олдем Атлетик» за неразглашаемую сумму, подписав двухлетний контракт. Дебютировал 6 сентября в домашнем матче против «Флитвуд Таун», выйдя в стартовом составе. Первый гол забил 7 октября в домашнем матче Трофея Английской футбольной лиги против «Барнсли». 11 апреля 2015 года в домашней игре с «Шеффилд Юнайтед» оформил первый в карьере дубль. 24 октября провёл пятидесятый матч за клуб.

### Уимблдон
2 июля 2016 года на правах свободного агента перешёл в «Уимблдон». Дебютировал 6 августа в гостевой встрече с «Уолсоллом», заменив Тома Эллиотта. Первые голы забил 30 августа в домашнем матче Трофея АФЛ против молодёжной команды «Суонси Сити», оформив дубль. 19 ноября в домашней игре с «Бери» впервые в карьере оформил три голевых действия, забив гол и отдав две голевые передачи. 26 ноября в домашнем матче против «Флитвуд Таун» забил десятый гол за клуб. 11 февраля 2017 года провёл сотый матч в Лиге 1. Всего за 49 матчей за клуб забил 13 голов и отдал три голевых паса, став вторым бомбардиром команды после Лайла Тейлора.

### Брэдфорд Сити
1 июня 2017 года за неразглашаемую сумму перешёл в «Брэдфорд Сити», подписав двухлетний контракт. Дебютировал 5 августа в домашнем матче против «Блэкпула», заменив на 79-й минуте Шэя Маккартана. Первый гол забил 8 августа в домашней игре Кубка АФЛ с «Донкастер Роверс», выйдя в стартовом составе. В лиге первый гол забил 12 августа в гостевой встрече с «Джиллингемом».

### Кроули Таун
6 июля 2018 года за неразглашаемую сумму перешёл в клуб Лиги 2 «Кроули Таун», подписав двухлетний контракт. Дебютировал 4 августа в гостевом матче против «Челтнем Таун», выйдя в стартовом составе. 14 августа в гостевом матче Кубка АФЛ против «Бристоль Роверс» впервые в карьере получил красную карточку. Первый гол забил 2 октября в гостевом матче против «Ноттс Каунти». 2 сентября 2019 года по обоюдному согласию расторг контракт.

### Ньюпорт Каунти
2 сентября 2019 года, сразу после разрыва контракта с «Кроули», перешёл в клуб «Ньюпорт Каунти», заключив контракт до конца сезона. Дебютировал 14 сентября в гостевом матче против «Нортгемптон Таун», заменив на 75-й минуте Дэвида Макнамара. Впервые в стартовом составе вышел 8 октября в домашнем матче Трофея АФЛ против «Эксетер Сити».
30 сентября 2020 года на правах аренды до конца сезона присоединился к клубу Национальной лиги «Дувр Атлетик». Дебютировал 1 февраля 2020 года в гостевом матче против «Стокпорт Каунти», заменив Джея Ризона на 63-й минуте. Первый гол забил 22 февраля в домашней встрече с «Файлдом», выйдя в старте. По окончании сезона «Ньюпорт» отпустил игрока.

### Эббсфлит Юнайтед
9 февраля 2021 года на правах свободного агента после успешного испытательного срока перешёл в клуб Южной Национальной лиги «Эббсфлит Юнайтед». Дебютировал в тот же день в домашнем матче против «Хэмптон энд Ричмонд Боро», заменив на 79-й минуте Ли Мартина. Первый гол забил 13 февраля в гостевой встрече с «Хавант энд Уотерлувилл». 14 августа, в первом матче нового сезона против «Тонбридж Эйнджелс», впервые в своей карьере оформил хет-трик, впервые выйдя в стартовом составе. 13 ноября в матче против «Хангерфорд Таун» забил десятый гол за клуб. По итогам сезона в 43 матчах забил 17 голов, став лучшим бомбардиром команды, а также с клубом занял третье место и вышел в финал плей-офф, где проиграл «Доркинг Уондерерс».
Следующий сезон начал успешно, в первых девяти играх забив девять голов, в том числе три дубля в трёх играх подряд. Позднее частично повторил своё достижение, когда в феврале 2023 года забил в семи играх семь голов, оформив два дубля и хет-трик, за что был удостоен награды игроку месяца. 18 марта в игре с «Далвич Хэмлет» оформил первый в карьере покер. 25 марта в матче против «Слау Таун» забил пятидесятый гол за клуб. 7 апреля в домашней встрече с «Оксфорд Сити» оформил пятый за клуб хет-трик, обеспечив за четыре тура до конца чемпионский титул и возвращение в Национальную лигу. Забив в 43 матчах лиги 35 голов, стал лучшим бомбардиром турнира, был включён в символическую сборную сезона и был назван лучшим игроком сезона.

## Международная карьера
Родился в Лондоне, но имеет сент-люсийское происхождение. 16 июня дебютировал за сборную Сент-Люсии в матче против сборной Мартиники.

## Достижения
«Эббсфлит Юнайтед»
- Победитель Южной Национальной лиги: 2022/23[55]

Индивидуальные
- Игрок месяца Южной Национальной лиги: Февраль 2023[51]
- Игрок сезона Южной Национальной лиги: 2022/23[56]